# Otto Horský
Otto Horský (* 13. dubna 1938 Prostějov) je český inženýrský geolog, diplomat, cestovatel, spisovatel a peruanista. 16 let žil a pracoval v zahraničí, převážně ve španělsky mluvících zemích, především v Peru, na Kubě a ve Španělsku.

## Život a dílo
Absolvoval základní školu a gymnázium v Prostějově, v roce 1961 dokončil studium geologie na Vysoké škole báňské v Ostravě. Od roku 1960 pracoval ve společnosti Geotest Brno, s níž v 60. a na počátku 70. let absolvoval stáže v mnoha zahraničních zemích (Rakousko, Egypt, Španělsko, Itálie, Řecko, Rumunsko, Jugoslávie, SSSR aj.).
V letech 1974–1976 vykonával službu inženýrského poradce na vodních stavbách v Peru, a v letech 1978–1982 na Kubě, kde rovněž působil jako hlavní inženýr ministerstva stavebnictví. V letech 1984–1988 se na Kubě podílel na projektování přečerpávací elektrárny. V letech 1991–1994 ředitelsky vedl (hydro)geologickou akciovou společnost ve Španělsku. Od roku 1994 samostatně podniká v ČR v oblasti provádění a projektování geologických prací. 
V letech ČSSR působil jako projektant a koordinátor výstavby přehrad vodních děl Dalešice (unikátní vysokou – 99,5 m – sypanou hrází), Mohelno, Slezská Harta, Josefův Důl; u dalších děl vedl projekční přípravu.
Je autorem řady českých i zahraničních odborných publikací, ale i populárně vědeckých článků. Mluví a píše španělsky, anglicky, německy a rusky. Přednášel na univerzitách ve Španělsku, v Mexiku, na Kubě a v Peru. Zúčastnil se vědecké expedice Titicaca 2004. Jako odborný expert navštívil více než 40 zemí. V zemích Jižní Ameriky žil mezi domorodci a Indiány; nejen proto se mohl stát přítelem cestovatelů Miroslava Zikmunda a Miloslava Stingla.
Od roku 2016 je v Letovickém zámku u Boskovic instalována jeho trvalá výstava fotografií a dokumentů s peruánskou tematikou „Peru - 50 let kontaktů a spolupráce. Retrospektivní pohled na Peru“. 

## Ocenění
V roce 2018 mu peruánská vláda udělila nejvyšší peruánský řád, udělovaný cizincům, kteří přispěli k rozvoji Peru a jeho propagaci ve světě – Orden al Mérito del Servicio Diplomático del Peru „José Gregorio Paz Soldán“ s právem nosit u jména rytířský titul Comendador (Velitel, Komtur). V roce 2021 obdržel zlatou medaili AZQ (akademika Quido Záruby) za mimořádný přínos k rozvoji oboru inženýrské geologie a geotechniky u nás a v zahraničí.